# Bahador Shahidi
Bahador Shahidi Haghigi, född 20 september 1975 i Rasht, Iran, är en svensk regissör, manusförfattare och filmproducent.
Shahidi regidebuterade med kortfilmen Minnet av ett rum (2010), vilken följdes bland annat av Fagins oskrivna monolog (2013), Iranian Kiss (2019) och Leyla (2021). Han har även ägnat sig åt dokumentärfilmande.